# کمونیسم کارگری
کمونیسم کارگری جنبشی است سیاسی که به این نام در دهه‌های هشتاد و نود میلادی توسط منصور حکمت، تئوریسین و مبارز کمونیست ایرانی مطرح شد.
حکمت، این جنبش را مکتبی جدید نمی‌دانست، بلکه آن را همان مکتب کارل مارکس، فردریک انگلس و ولادیمیر لنین می‌پنداشت. منتها از جهت که در قرن بیستم جنبش‌های به زعم او بورژوایی و غیرکارگری به نام کمونیست معروف شده بودند او نام «کارگری» را در تمایز جنبش خود از این جنبش‌ها انتخاب کرد. کمونیسم کارگری در عین حال مبنای یک نقد همه‌جانبه به پراتیک حزب کمونیست ایران بود و متون اصلی آن توسط منصور حکمت، ایرج آذرین و رضا مقدم نوشته شدند.
او بر این اساس «کانون کمونیسم کارگری» و سپس «فراکسیون کمونیسم کارگری» را در حزب کمونیست ایران که خود از بنیان‌گذارانش بود تشکیل داد و پس از مدتی به همراه بسیاری از کادرها و فعالان حکا از این حزب جدا شد و حزب کمونیست کارگری ایران (حککا) را بنیان گذاشت.
پس از فوت او حزب کمونیست کارگری ایران (حککا) به حیات خود ادامه داد اما از همان ابتدای فوت او اختلافاتی در رهبری آن شکل گرفت.
این اختلافات که برسر مفاهیم کلیدی چون انقلاب و سوسیالیسم درگرفته بود نهایتاً در اوت ۲۰۰۴ منجر به جدایی بیش از نیمی از کمیتهٔ مرکزی این حزب (و اکثریت کمیتهٔ کردستان) تحت رهبری فکری کورش مدرسیکه خود از بنیان‌گذاران حککا بود شد.
منشعبین از این حزب خود را حزب کمونیست کارگری ایران-حکمتیست نام‌گذاری کردند و ادعا کردند که ادامه دهندهٔ واقعی کمونیسم کارگری و خط منصور حکمت هستند. این ادعا متعاقباً از سوی حزب کمونیست کارگری رد شده است.
رهبری کنونی حککا، حزب تازه تأسیس حکمتیست را انشعابی راست از خود و گاهی «آنتی حکمتیست» دانسته است.
پس از مدتی اختلافات جدیدی در حزب کمونیست کارگری ایران به وجود آمد که حاصلش ابتدا تشکیل «فراکسیون اتحاد کمونیسم کارگری» و سپس انشعاب و تشکیل «حزب اتحاد کمونیسم کارگری» بود. علی جوادی و آذر ماجدی از رهبران فراکسیون و حزب جدید بودند.
در پاییز ۲۰۱۲ (میلادی) حزب اتحاد کمونیسم کارگری رسماً به حزب کمونیست کارگری ایران-حکمتیست پیوست و در این حزب ادغام شد.
همچنین در صحنهٔ سیاست عراق دو حزب یعنی حزب کمونیست کارگری عراق و حزب کمونیست کارگری چپ عراق (حزبی که در جریان اختلافات در حککا در سال ۲۰۰۴ از حزب کمونیست کارگری عراق منشعب شد) این ادعا را دارند.

## خطوط فکری کمونیسم کارگری
حکمت در یک دنیای به‌تر، برنامهٔ حکک، بنیادهای اجتماعی معنوی کمونیسم کارگری را به اختصار توضیح داده است.
او این بنیادها را بیش و پیش از هرچیز خواست و آرزو و مبارزهٔ انسان‌ها در طول تاریخ برای دنیایی بهتر می‌داند.
او در این مورد می‌نویسد: «کمونیسم کارگری قبل از هر چیز به اینجا تعلق دارد، به امید و اعتقاد انسان‌های بیشمار و نسلهای پی در پی به اینکه ساختن یک آینده بهتر، یک جهان بهتر، به‌دست خود انسان، ضروری و میسر است.»
او سپس توضیح می‌دهد که گرچه تصویر همگان از دنیایی بهتر یکسان نیست مفاهیم خاصی هستند که به عنوان مفاهیم مهم و مقدسی در مبارزهٔ مردم شناخته شده‌اند.
او این مفاهیم را آزادی، برابری و رفاه می‌نامد و اعلام می‌کند که: «دقیقاً همین ایده‌آلها بنیادهای معنوی کمونیسم کارگری را تشکیل می‌دهند. کمونیسم کارگری جنبشی برای دگرگونی جهان و برپایی جامعه‌ای آزاد، برابر، انسانی و مرفه است.»
او سپس توضیح می‌دهد که راه تغییر جهان از نظر او و کمونیسم کارگری مبارزهٔ طبقاتی بین پرولتاریا و بورژوازی است.
«کمونیسم کارگری از این مبارزه طبقاتی سر برمی‌کند. صفی در اردوگاه پرولتاریاست. کمونیسم کارگری جنبش انقلابی طبقه کارگر برای واژگونی نظام سرمایه‌داری و ایجاد یک جامعه نوین بدون طبقه و بدون استثمار است.»
و سپس در تمایز کمونیسم کارگری از بقیهٔ جریاناتی که مدعی آزادی و برابری و محو طبقات هستند، تفاوت کمونیسم کارگری را در این می‌داند که: «آنچه کمونیسم کارگری را به عنوان یک جنبش و یک آرمان اجتماعی از تلاشهای آزادیخواهانه و مساوات طلبانه پیشین متمایز می‌کند، اینست که چه از نظر عملی و اجتماعی و چه از نظر آرمانی و فکری در برابر سرمایه‌داری، یعنی متاخرترین و مدرن‌ترین نظام طبقاتی، قد علم می‌کند.»
حکمت ضمناً در سمینارهایی به نام «مبانی کمونیسم کارگری» که در اواخر دههٔ ۸۰ و پیش از تشکیل حککا در سوئد برگزار کرده است، به تشریح بیشتر اصول و مبانی این مکتب پرداخته است. همچنین در اثر معروف خود «تفاوتهای ما» به طوری مفصل تر از یک دنیای بهتر و خلاصه تر از سمینارهای مبانی در مورد کمونیسم کارگری و جدایی اش از حکا (حزب کمونیست ایران) توضیح می‌دهد. جلد ششم و هفتم از مجموعه آثار منصور حکمت که توسط بنیاد حکمت انتشار یافته است به آثار مربوط به «کمونیسم کارگری» اختصاص دارند.